# Bessoncourt
Bessoncourt és un municipi francès, es troba al departament del Territori de Belfort i a la regió de Borgonya - Franc Comtat. L'any 1999 tenia 940 habitants.

## Geografia
El territori del municipi és regat per dos petits rius : La Madeleine i L'Autruche.

## Demografia
| 1962 | 1968 | 1975 | 1982 | 1990 | 1999 |
| ---- | ---- | ---- | ---- | ---- | ---- |
| 306  | 268  | 346  | 508  | 805  | 940  |